# Gangster sterben zweimal
Gangster sterben zweimal (Originaltitel: Gangsters ’70) ist ein Kriminalfilm aus italienischer Produktion, den Mino Guerrini 1967 inszenierte. In die Kinos des deutschsprachigen Raums gelangte der auf Video auch mit dem Alternativtitel Der Airport-Coup angebotene Film am 13. Juni 1969.

## Handlung
Der alten Werten verpflichtete, auch selbst alternde Gangster Fabio Destil wird aus dem Gefängnis entlassen. Dort hat er in jahrelanger, minutiöser Planung einen Coup vorbereitet, den er nun durchführt: Mit fünf Kollegen (darunter ein Weltmeister im Sportschießen und Franca, eine suizidgefährdete Schauspielerin) überfällt er auf einem Flughafen das Flugzeug und die Leute einer Versicherungsgesellschaft, denen er millionenschwere Beute in Form von Rohdiamanten abnehmen möchte. Verkleidet als Polizisten und unterstützt durch Franca als angebliche Hostess, gelingt der Bande der Überfall. Destils Konkurrent Affattato, der eine Zusammenarbeit ablehnte, versucht nach geglücktem Coup, den Gangstern mit brutaler Gewalt die Diamanten abzunehmen. Dem Blutbad entgehen nur Rudy, der Schütze, und Franca. An der jugoslawischen Grenze lässt Rudy Franca zurück. Völlig erschöpft stirbt er schließlich an der Grenze, die Diamanten werden von jugoslawischen Zöllern an sich genommen.

## Kritik
Das Lexikon des internationalen Films schreibt, es sei ein „nur langsam auf Tempo kommender, streckenweise recht harter Gangsterfilm.“ Michael Cholewa betont den formalen Aspekt des „nihilistischen Neowestern“: (Regisseur) „Guerrini schafft es mit Leichtigkeit, die widerlichen Fratzen seiner Akteure in ihrer mißratenen und gierigen Unmenschlichkeit offenzulegen. Unterstützt wird er dabei von den wundervollen Bildern, die Kameramann Franco Delli Colli einfing und dessen Vorliebe für unorthodoxe Blickwinkel und Einstellungen.“ Auch der Evangelische Film-Beobachter würdigt besonders die Leistung des Kameramanns, weist im Übrigen aber auch auf Mängel hin: „Am Anfang milieustark und ausgezeichnet fotografiert, am Ende in Unlogik und billige Effekte verfallend.“